# Hans Frank

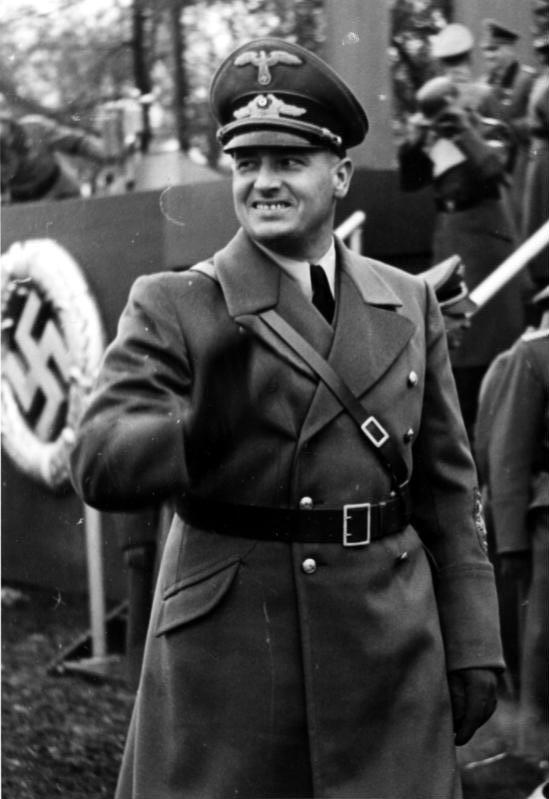
Hans Frank som Polens generalguvernör.

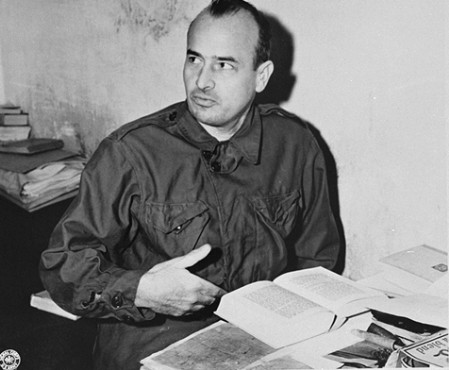
Hans Frank i sin cell i Nürnberg.

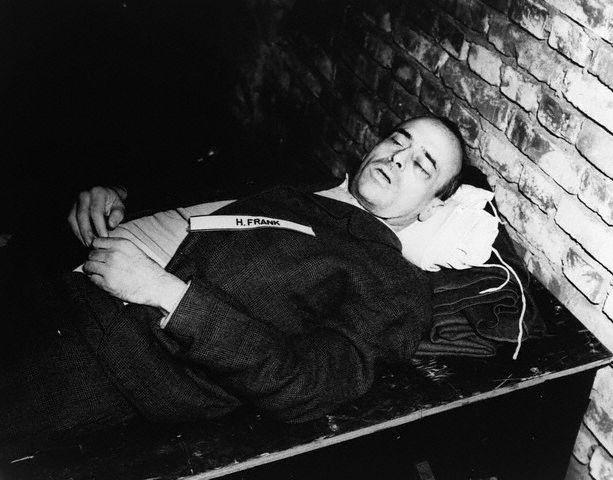
Hans Frank efter avrättningen.

Hans Michael Frank, född 23 maj 1900 i Karlsruhe, död 16 oktober 1946 i Nürnberg, var en tysk promoverad jurist och nazistisk politiker. Han gick 1919 med i DAP, NSDAP:s föregångare, och fungerade som Adolf Hitlers advokat. Efter Hitlers utnämning till Tysklands rikskansler 1933 ledde Frank likriktningen av Bayerns rättsväsen och senare hela Tysklands. Frank var riksdagsledamot och riksminister utan portfölj. Under andra världskriget innehade han posten som ståthållare i Generalguvernementet, det polska territorium som Tyskland ockuperade. Under Franks styre utsattes den polska civilbefolkningen för förföljelse och terror och han var aktivt delaktig i Förintelsen av Polens judar. 
Efter andra världskriget ställdes Frank inför rätta inför den Internationella militärtribunalen i Nürnberg och dömdes till döden genom hängning efter att ha befunnits vara skyldig till krigsförbrytelser och brott mot mänskligheten.

## Biografi

### Tidig karriär
Hans Frank var son till advokaten Karl Frank och dennes fru Magdalena (född Buchmaier) och fick en katolsk uppfostran. Vid slutet av första världskriget gick Frank med i en frikår och lärde känna Anton Drexler, grundare av Tyska arbetarepartiet, föregångare till Nationalsocialistiska tyska arbetarepartiet (NSDAP). Mellan 1919 och 1923 studerade Frank rättsvetenskap i bland annat München. 1923 inträdde han i SA och deltog i november samma år i Adolf Hitlers ölkällarkupp i München. Kuppen misslyckades, och Frank flydde till Österrike men kunde följande år återvända till Tyskland, där han vid Kiels universitet disputerade med en avhandling i rättsvetenskap och nationalekonomi, ”Die öffentliche Juristische Person – Ein Beitrag zur Lehre des Merkmals der öffentlichen Rechtsperson”.
I april 1925 gifte sig Frank med Brigitte Herbst, som var stenograf och sekreterare vid Bayerns Lantdag. Paret Frank fick med tiden fem barn.

### Juristkarriär och inträde i NSDAP
Frank började 1926 att praktisera som advokat i München och blev med tiden Hitlers juridiske rådgivare. Frank fick under de följande åren i uppgift att försvara Hitler och flera andra nazister i olika rättsmål. Året därpå, 1927, inträdde Frank i NSDAP och valde samtidigt att utträda ur Romersk-katolska kyrkan. Frank grundade 1928 Bund Nationalsozialistischer Deutscher Juristen (BNSDJ), som var en facklig organisation för Tysklands jurister. Frank tilltalades av tanken att en stat uteslutande skulle styras med lagens hjälp. Han intresserade sig sällan för rent politiska frågor. Hitler utsåg 1929 Frank till chef för nazistpartiets rättsavdelning, som från 1935 benämndes Reichsrechtsamt der NSDAP.
Efter att ha kritiserat och ifrågasatt legitimiteten i Hitlers utrensning av Ernst Röhm och andra SA-män under de långa knivarnas natt den 30 juni 1934, degraderades Frank till minister utan portfölj.

### Generalguvernör i Polen
Den 1 september 1939 angrep Nazityskland sin granne Polen och kunde inom kort betvinga landet. I oktober utnämndes Frank till generalguvernör i Generalguvernementet, den del av Polen som inte införlivades med Tredje riket. Frank förde en hänsynslös politik mot de polska undersåtarna och bar ansvaret för hundratusentals polackers död. Frank berövades sina partiutmärkelser efter att 1942 ha varit inblandad i ett politiskt gräl med Himmler vilket gällde hur Tyskland skulle styras. Frank hade klagat på att den för Tyskland fastslagna lagen med tiden hade fått mindre betydelse. Detta hade retat upp Hitler. Frank bedrev också en kamp om makten i Generalguvernementet med säkerhetsministern Friedrich Wilhelm Krüger.
Frank residerade på slottet Wawel i Kraków, varifrån han utfärdade order om deportationer och massavrättningar av judar. I Generalguvernementet inrättades förintelselägren Bełżec, Majdanek, Sobibór och Treblinka inom ramen för de polska judarnas totala förintelse. 1943 utfärdade Frank en order om att alla icke-tyskar, vilka motarbetade den tyska administrationen i Polen, skulle ställas inför rätta och dömas till döden. Genom deportationer av polska judar till Tredje riket försåg Frank Generalbevollmächtigter für die Zwangsarbeit Fritz Sauckel med slavarbetskraft.

### Nürnbergprocessen
Vid Nürnbergprocessen 1945–1946 anklagades Hans Frank för planerande av anfallskrig, krigsförbrytelser och brott mot mänskligheten. Under sin tid som ståthållare i Generalguvernementet hade han enligt åklagarsidan gjort sig skyldig till svåra brott, bland annat delaktighet i de polska judarnas förintelse, och hans egenhändigt skrivna dagbok i drygt fyrtio volymer utgjorde en väsentlig del av bevisföringen mot honom. Franks försvarsadvokat, dr Alfred Seidl, sökte göra gällande att hans klient inte haft kontroll över Himmlers och säkerhetspolisens agerande och att han inte haft kännedom om förhållandena i koncentrationslägren. Frank förklarade att han strax före rättegångens början åter funnit Gud och lät döpa sig i sin cell. Vid ett förhör yttrade han, att ”...Hitler var den mest destruktiva människan i historien...” och att Führern hade uppammat ”...ett slags kollektivt vanvett bland sina anhängare med följd att de blint förverkligat hans brutala tankar”.
Den 18 april 1946 förhörde dr Seidl sin klient inför domstolen. Han frågade Frank om han hade medverkat i utrotningen av den judiska befolkningen. Frank svarade:
| ” | ”Jag säger ’ja’, och jag säger det, därför att mitt samvete efter det intryck denna fem månader långa rannsakning har gjort på mig och framför allt efter vittnet Höss vittnesmål förbjuder mig att avlasta ansvaret på mina underordnade. Jag har aldrig skapat något dödsläger för judarna eller begärt att sådana läger skulle öppnas. Men om Adolf Hitler personligen betungade sitt folk med detta fruktansvärda ansvar, då är även jag medskyldig. I åratal förde vi kampen mot judarna; vi tillät oss att säga ohyggliga saker, och min dagbok vittnar emot mig. Det är därför min plikt att besvara er fråga jakande. Om tusen år kommer Tyskland ännu inte att ha sonat sin skuld.” | „ |

Domstolen befann Frank skyldig till krigsförbrytelser och brott mot mänskligheten och dömde honom till döden. Han avrättades genom hängning natten till den 16 oktober 1946. Frank betraktade sin avrättning som en försoningsakt för de brott han begått och ägnade sina sista ord till att be om förlåtelse och tacka sina fångvaktare för respektfull och human behandling under fångenskapen:
| ” | Jag ber till Gud att han tar emot min själ. Må Herren barmhärtigt taga emot mig. Jag är tacksam för hur jag behandlats i fängelset. | „ |

Efter avrättningen fotograferades Franks döda kropp. Senare samma dag transporterades hans kropp jämte de andra avrättades samt Görings till ett hus vid Heilmanstrasse i München-Solln, som amerikanska armén hade använt som bårhus. Allierade myndigheter inspekterade kropparna, varefter dessa kremerades. Askan ströddes i den närbelägna bäcken Conwentzbach, ett biflöde till Isar.
Under rättegången skrev Frank sina memoarer Im Angesicht des Galgens, som utgavs 1953.